# دهاهنة
بلدية الدهاهنة : بلدية جزائرية تابعة لـ دائرة مقرة، ولاية المسيلة بلغ عدد سكانها 6697 نسمة عام 2008.

## الموقع الجغرافي
تقع في أقصى حدود ولاية المسيلة إلى الشرق لها حدود مع ولاية برج بوعريريج (بلدية تاقلعيت) ومع ولاية سطيف (بلدية أولاد تبان).